# Omonqoʻtongrot
De Omonqoʻtongrot (Oezbeeks: Omonqoʻton gʻori, Engels: Amankutan cave, Russisch: Аман-Кутан) is een grot en archeologische vindplaats uit het late  Moustérien (± 100-40.000 v.Chr.) in Oezbekistan. De site ligt  2 km ten oosten van de kisjlak Omonqoʻton in het district Urgut in de regio Samarkand. Het is een van de oudste sites in Oezbekistan en van groot belang voor de wetenschap. 
De grot werd in 1947–57 onderzocht door archeoloog David Lev, die hier een fragment van een dijbeen van een neanderthaler vond.  
Omonqoʻton is een natuurlijke grot op een hoogte van ongeveer 1300 m op de oever van de Bulbulzorsoy-kloof op de noordelijke helling van het Zarafsjon-gebergte. Bij de ingang begint een 7,2 m lange gang die eindigt in een kleine kamer. Er werden 2 cultuurlagen geïdentificeerd. De cultuurlagen, gescheiden door een 0,8 m dikke laag kalktufsteen, lagen bij de ingang en dieper in de grot: deze laatste was dikker. 
In de kleilaag werden talrijke houtskoolresten en resten van haardplaatsen gevonden. aangetroffen. In totaal werden 140 stenen gereedschappen gevonden, waaronder schrabbers van dioriet, kwarts en vuursteen, ruwe messen met scherpe randen, projectielpunten en kernen, en een enorme kwartshamer.  
Van bijzondere waarde zijn de vele botten van wilde dieren: argali (116 individuen), edelhert, ree, Siberische maral, bruine beer (39 individuen), das, wilde kat, grottenhyena, schildpad, marmot en wild paard. De botten zijn in de lengte gespleten en vertonen sporen van verbranding. De meeste botten van grote dieren werden diep in de grot gevonden. Dit bracht Lev tot de veronderstelling dat de jacht op deze dieren in de winter plaatsvond, waarbij het voedsel niet bij de ingang van de grot werd bereid, maar diep in de grot. 